# Elisabeth Fügemannová
Elisabeth Fügemannová, provdaná Coudouxová, (* 6. srpna 1985 Meerane, Sasko, Německá demokratická republika) je německá improvizující hudebnice a hudební učitelka. Jejím nástrojem je violoncello.

## Hudební kariéra
V roce 2002 absolvovala pedagogickou praxi na Hudební akademii. Poté až do roku 2008 studovala hru na violoncello na konzervatoři v Drážďanech (Hochschule für Musik „Carl Maria von Weber“). Poté pokračovala ve svém studiu na konservatoři v Kolíně nad Rýnem, a sice v oboru jazzového violoncella.
Během svého studia se zapojila do dění na scéně improvizační hudby v Kolíně n.R. a ve Wuppertalu, a to společně s umělci jako jsou Scott Fields, Matthias Muche, Paul Hubweber, Brad Henkel, Angelika Sheridan, Tanya Ury a Philip Zoubek. Účinkovala také společně s wuppertalským Improvisations Orchester a jinými formacemi. V současnosti je zapojena do projektů orchestru Zeitkratzer. Vystupuje také v divadle wort und tat, které vede herec a režisér Roland Matthies z města Horstedt.
Elisabeth Fügemannová interpretuje kromě toho tzv. novou hudbu (Neue Musik), mj. elektronickou hudbu. Byla mj. sólistkou při premiéře skladby Forma od polského skladatele Michała Pryndy v rámci festivalu Acht Brücken - Musik für Köln (Osm mostů - hudba pro Kolín n.R.) dne 9. května 2013. Festival „Osm mostů“ se koná každoročně a v roce 2013 přilákal 30 000 návštěvníků. Pětkrát v roce vystupuje s kolínským Multiple Joy(ce) Orchestra (do roku 2008 James Choice Orchestra) v místnosti zvané Loft. Tento orchestr pěstuje tradici skupinové jazzové improvizace od Duke Ellingtona až po Sun Ra. Věnuje se také hudebním inovacím skladatelů jako jsou Morton Feldman, John Cage, Maurizio Kagel, Iannis Xenakis, György Ligeti, Anthony Braxton a Roscoe Mitchell.

## Diskografie
- Chapeau Claque: Hab & Hut (2010)
- Patricia Kelly: Weihnachten mit Patricia Kelly (2012)
- Wuppertaler Improvisations Orchester: Jazz Fest Bochum, 23. listopadu 2012
- Scott Fields String Feartet: Kintsugi (between the lines, 2013)
- Scott Fields Feartet: Haydn (between the lines, 2014), s Axelem Lindnerem
- Emißatett: qui-pro-quo-dis (Schraum, 2015), s Matthiasem Muchem, Robertem Landfermannem, Philipem Zoubekem a Etiennem Nillesenem